# ジャン・バビレ
ジャン・バビレ（Jean Babilée、1923年2月2日 - 2014年1月30日）は、フランスのバレエダンサー・振付家である。第二次世界大戦後の最高傑作の1つといわれるバレエ『若者と死』（ジャン・コクトー台本、ローラン・プティ振付）の初演者として知られる。

## 経歴
ジャン・バビレの本名はJean Gutman（n）と言い、内科医の息子としてパリに生まれた。
1936年から1940年まで、パリ・オペラ座バレエ学校でバレエを学び、アレクサンドル・ヴォリーニン、ヴィクトル・グゾフスキーの教えを受けた。
1940年にカンヌでダンサーとしてデビューし、1943年にはパリ・オペラ座にコールド・バレエの一員として採用されたが、間もなく退団して第二次世界大戦中の一時期、フランスのレジスタンス「マキ」の一員として戦っていた。大戦の終了後は、バレエ・デ・シャンゼリゼ（Les Ballets des Champs-Elysées）などでダンサーとして活躍した。
この時期に、バビレはローラン・プティ振付『若者と死』の「若者」役を初演し、この役は彼の最大の当たり役になった。ジャン・コクトーは「ニジンスキーに匹敵する」との賞賛を送っている。
1950年代には、バビレはパリ・オペラ座バレエ団やアメリカン・バレエ・シアターのゲストダンサーとして活躍を続けた。1955年には、彼自身が主宰するバレエ団（Les Ballets Jean Babilée）を結成したが、このバレエ団は1959年に解散した。その後、1972年から1973年にかけてストラスブールのライン・バレエ団の監督を務めた。また、彼は振付家として『兵士の物語』（1971年）などを発表している。
1979年、56歳になったバビレはモーリス・ベジャールが彼のために振付けた『ライフ』をニューヨークで踊り、1984年にはパリにおいて『若者と死』でマルセイユ国立バレエ団と共演している。2014年1月30日、生地のパリで死去した。